# قانون اساسی ۱۹۲۳ مصر

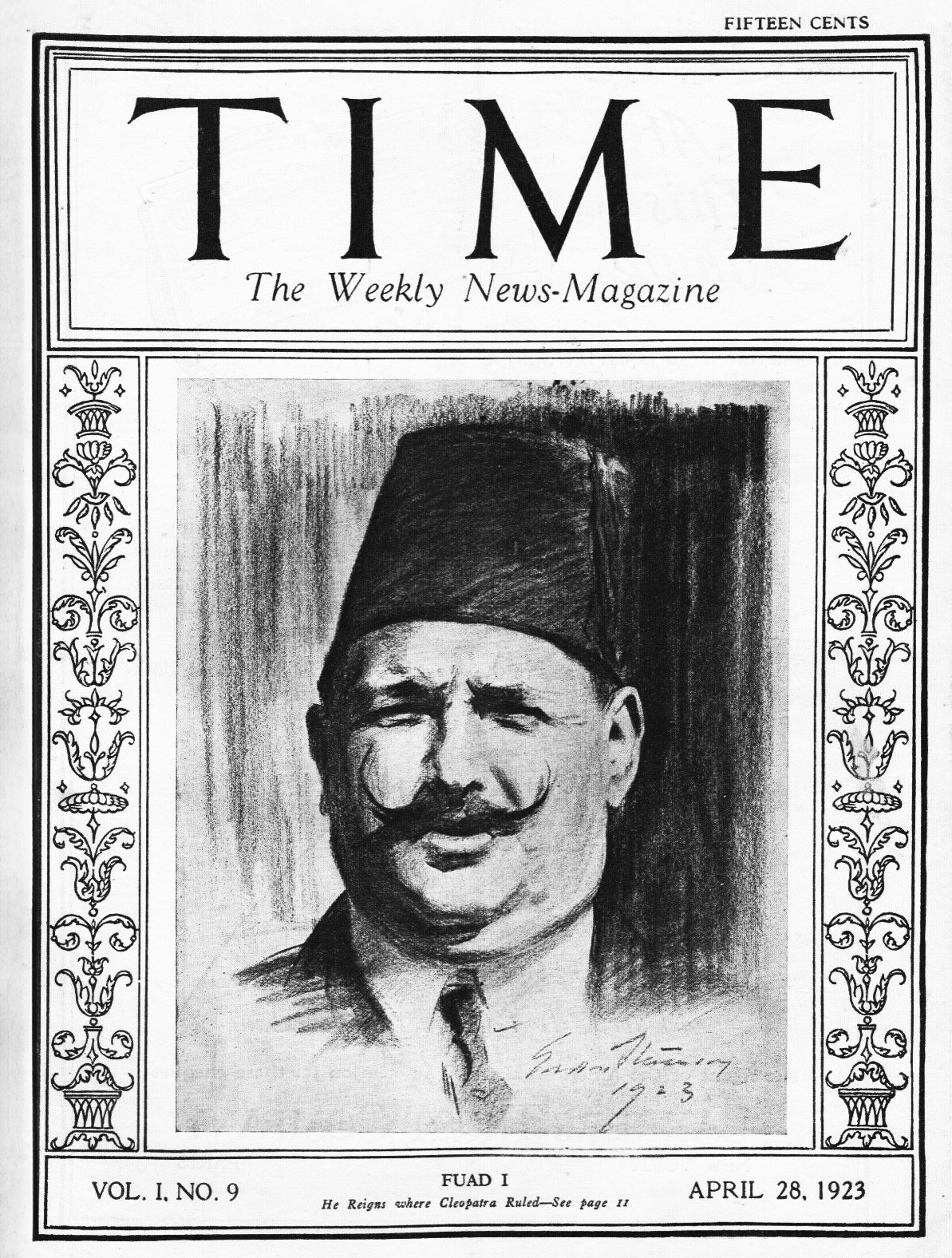
فواد اول پادشاه مصر بر روی جلد نهم مجله تایم (28 آوریل 1923) ظاهر می شود. شاه با یک تربوش سنتی بر سر دیده می شود. در این عنوان آمده است: "فواد اول: او در جایی که کلئوپاترا حکومت می کرد سلطنت می کند". عنوان روی جلد «مصر: یک قانون اساسی»

قانون اساسی ۱۹۲۳ مصر (انگلیسی: Egyptian Constitution of 1923) یک قانون اساسی در پادشاهی مصر از زمان بین ۱۹۲۳ تا ۱۹۵۳ به آن عمل شد. پس از بیانهٔ ۲۸ فوریه ۱۹۲۲ مصر به عنوان دولت دارای تمامیت ارضی شناخته شد و در ۱۹ آوریل سال ۱۹۲۳ این قانون اساسی وضع شد که طبق آن دولت مصر «پادشاهی وراثتی و مشروطه» بود. این قانون در ۲۳ اکتبر ۱۹۳۰ منحل شد که با اعتراضات مردمی که با دستور ملک فؤاد اول در تاریخ ۱۹ دسامبر ۱۹۳۵ دوباره به آن عمل شد تا توسط مجلس فرماندهی انقلاب مصر در ۱۰ دسامبر ۱۹۵۲ لغو شد و جمهوری مصر اعلام شد.

## امضا کنندگان قانون ۱۹۲۳
- یحیی ابراهیم (نخست‌وزیر و وزیر کشور)
- احمد حشمت (وزیر امور خارجه)
- محمد محب (وزیر دارایی)
- أحمد زیور (وزیر راه)
- أحمد ذوالفقار (وزیر حقانیه)
- محمد توفیق رفعت (وزیر معارف عمومی)
- أحمد علی (وزیر اوقاف)
- محمود عزمی (وزیر جنگ)
- حافظ حسن (وزیر کار)
- فوزی المطیعی (وزیر کشاورزی)